# فرودگاه وتیشام
فرودگاه وتیشام (به انگلیسی: Wattisham Airfield) یک فرودگاه نظامی است که یک باند فرود آسفالت دارد و طول باند آن ۲۴۲۴ متر است. این فرودگاه در کشور انگلستان قرار دارد و در ارتفاع ۸۷ متری از سطح دریا واقع شده است.